# Victor Sparre
Victor Sparre (Victor Smith til han var 50) (født 4. november 1919 i Bærum, død 16. marts 2008 i Asker) var en norsk billedkunstner. Han var særlig kendt for sin farvestærke malerkunst og sine glasmalerier.
Han har bl.a. fremstillet et glasmaleri i Stavanger Domkirke i østvæggen over alteret i 1957.